# Castrul roman Centum Putei
Castrul roman Centum Putei de lângă Surducu Mare, județul Caraș-Severin, este amplasat la cca 1,5 km NE de sat, în locul numit Rovină și este singurul din țară care păstrează în întregime vechile întărituri. Castrul este tăiat în două părți egale de șoseaua Surduc – Doclin. Castrul a fost construit de soldații legiunii a IV-a Flavia Felix în apropierea localității miniere preexitente. Această așezare curprindea familiile minerilor care extrageau cupru și din soldaților. Numele Centum Putei înseamnă în traducere liberă din limba latină "o sută de puțuri/mine/gropi".
În Franța există localitatea Cempuis, departamentul Oise, care se numea în anul 1140 Centum Putei.
În anii 1964 și 1968 s-au efectuat cercetări arheologice. În incinta castrului s-a descoperit și ceramică neolitică.